# Ein Fall für zwei: Tödliche Versöhnung
Tödliche Versöhnung ist der Titel der 58. Episode der Krimiserie Ein Fall für zwei mit Günter Strack und Claus Theo Gärtner in den Hauptrollen.

## Handlung
Eberhard Buck, der sechs Jahre zuvor die Tochter von Magda Hofheimer getötet hatte, wird aus dem Gefängnis entlassen. Hofheimer erscheint daraufhin in der Kanzlei von Rechtsanwalt Dr. Renz und bittet ihn, einen Kontakt zu Buck herzustellen und ihm ihre Unterstützung anzubieten. Sie empfinde angeblich Schuldgefühle, da sie ihre Tochter seinerzeit überzeugt hatte, nicht Buck zu heiraten, sondern einen anderen Ingenieur ihres Unternehmens namens Lorenz Vogt. Auf Recherchen von Privatdetektiv Josef Matula hin sucht Renz Buck auf. Dieser lehnt die angebotene Hilfe jedoch zunächst ab. Buck setzt gemäß einer Absprache mit einem Mithäftling namens Aschauer dessen Mitarbeiter Ringo, der in Frankfurt am Main, unter falscher Identität lebt, unter Druck. Der Marokkaner mit dem Spitznamen Ringo hat nämlich in Paris einen Raubmord verübt und wird seitdem gesucht. Schließlich sucht Buck doch den Kontakt zu Magda Hofheimer. Dabei wird er von Ringo in dessen blauem Opel Manta verfolgt. Zudem erscheint Lorenz Vogt und bietet Buck Geld für sein dauerhaftes Verschwinden an. Magda Hofheimer bedroht ihn mit einer Waffe. Buck bemerkt dies und flieht. Als er das geschlossene Gartentor übersteigen will, wird er erschossen. Zum Zeitpunkt seines Todes halten sowohl Hofheimer als auch Ringo ihre Waffen auf Buck gerichtet. Vogt, der die Flucht beobachtet hatte, wird festgenommen und verdächtigt seinerseits seine Schwiegermutter des Mordes, da sie auf seiner pünktlichen Ankunft zu dem Treffen mit Buck bestanden hatte. Er vermutet, dass sie die Absicht verfolge, ihn des Mordes an Buck zu beschuldigen.
Als Matula nach Hinweisen auf den Opel Manta bei Ringo auftaucht, bedroht dieser ihn mit seiner Waffe und zwingt ihn, seine Arbeit im Auftrag von Frau Hofheimer zuzugeben. Matula gelingt schließlich die Flucht. Ringo, der in der folgenden Nacht versucht, in das Haus von Frau Hofheimer einzubrechen, wird von der Haushälterin Anni daran gehindert, indem sie die Außenbeleuchtung einschaltet. Am folgenden Tag berichtet sie Dr. Renz, dass sie ebenfalls Frau Hofheimer für die Mörderin von Buck hält, jedoch von dieser zu einer Falschaussage gegenüber der Polizei gedrängt worden sei.
Ringo sucht erneut das Gespräch mit Frau Hofheimer und bedroht sie mit seiner Waffe. Matula und Renz, die gleichzeitig die Gefahr bemerken, eilen zur Hilfe. Es gelingt Matula, Ringo zu entwaffnen. Schließlich gesteht Magda Hofheimer, dass sie Ringo angestiftet habe, Buck zu ermorden. Es sei tatsächlich ihr Plan gewesen, den Mord daraufhin ihrem Schwiegersohn Lorenz Vogt anzulasten.

## Hintergrund

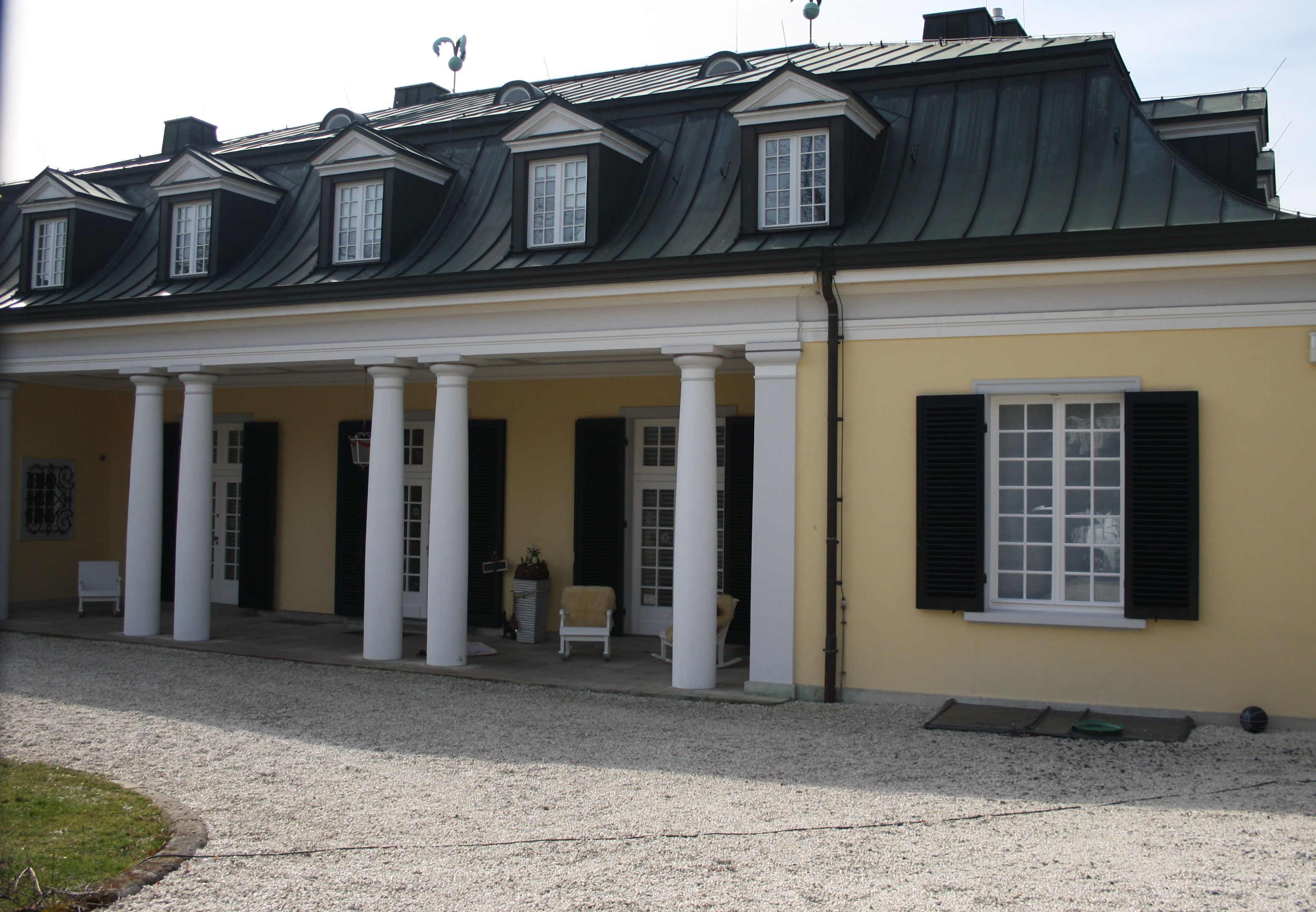
Henkell-Villa, aufgenommen aus vergleichbarer Perspektive wie in der Episode

Die Episode wurde überwiegend im Rhein-Main-Gebiet gedreht. Die Kulisse der Kanzlei von Dr. Renz befand sich im Hotel InterContinental Frankfurt.
Als angebliches Wohnhaus von Frau Hofheimer wurde die Henkell-Villa in Wiesbaden-Nordost gezeigt, in deren unmittelbarem Umfeld mehrere Szenen spielen. Die angebliche Wohnung von Ramona Rau befand sich in der Nähe des Henninger-Turm in Frankfurt-Sachsenhausen.